# Pencran
Pencran (bret. Penn-ar-C'hrann) – miejscowość i gmina we Francji, w regionie Bretania, w departamencie Finistère. W 2013 roku populacja gminy wynosiła 1893 mieszkańców. Przez miejscowość przepływa rzeka Élorn. 